# Samba internationale

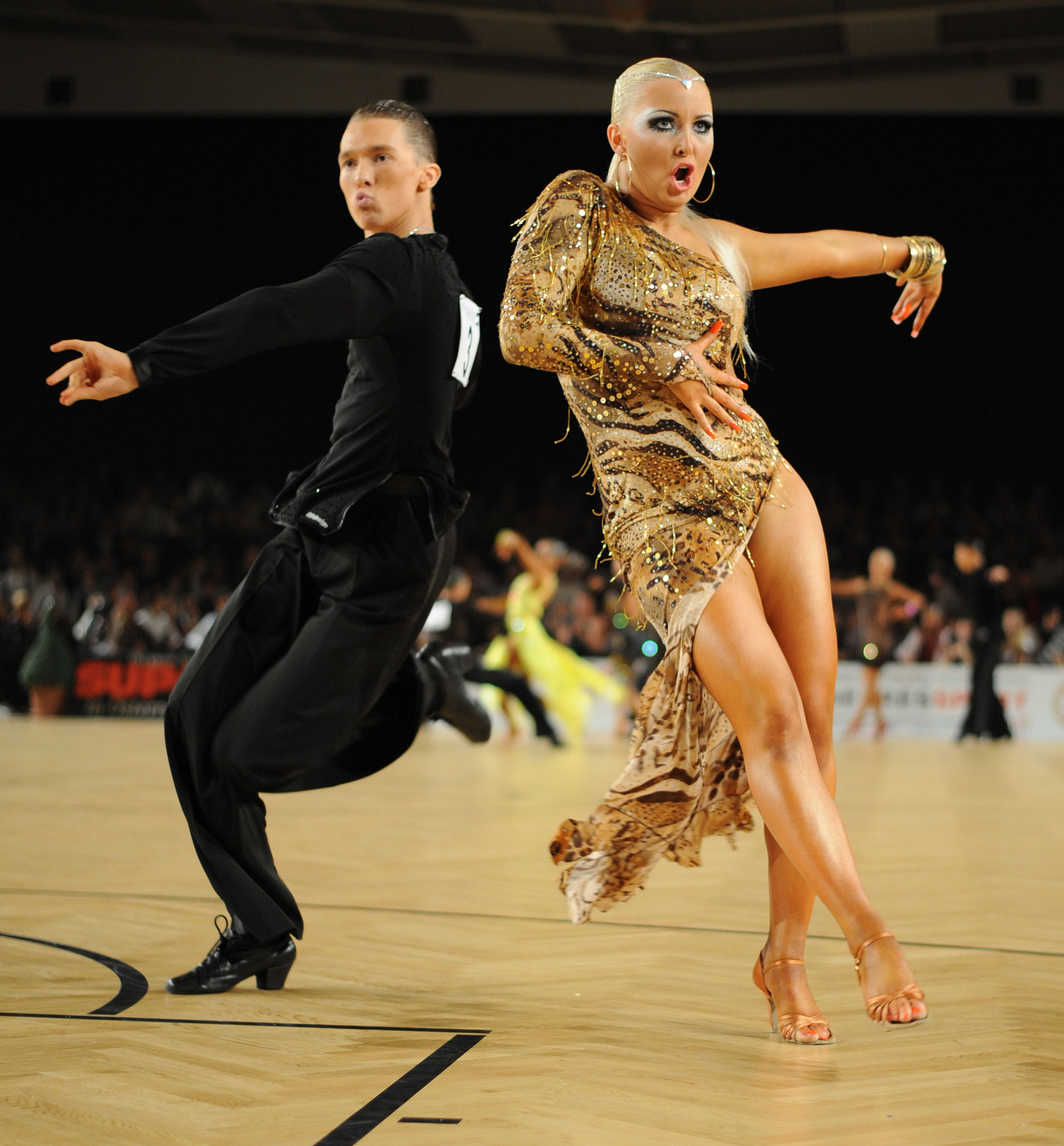
Un couple de danseurs dansant la samba internationale lors d'une compétition en 2012.

La samba internationale est un style de danse de salon. Ce style fait partie des dix styles officiels de danse de compétition.

## Histoire
Ce style est originaire du Brésil au début du XXe siècle. La première forme de cette danse à paraître en Europe arrive à Paris en 1905 sous le nom de matchiche. La samba était connue sous le nom de matchiche jusqu'en 1915, plus ou moins. Elle réapparaît à Paris en 1921 dans une forme plus rythmée et sous le nom de « samba ». Depuis avant la Première Guerre mondiale, la « Maxixe Brésilienne » et son adaptation en danse en séquence (en), la « Maxina », sont dansées en Angleterre.
En raison de sa popularité, cette danse s'est répandue dans d'autres pays. Lors d'une réunion internationale de professeurs de danse en 1923, la popularité de la samba est reconnue, notamment en France. Un livre publié en France en 1928 décrivait déjà les instructions pour danser la samba.

## Style

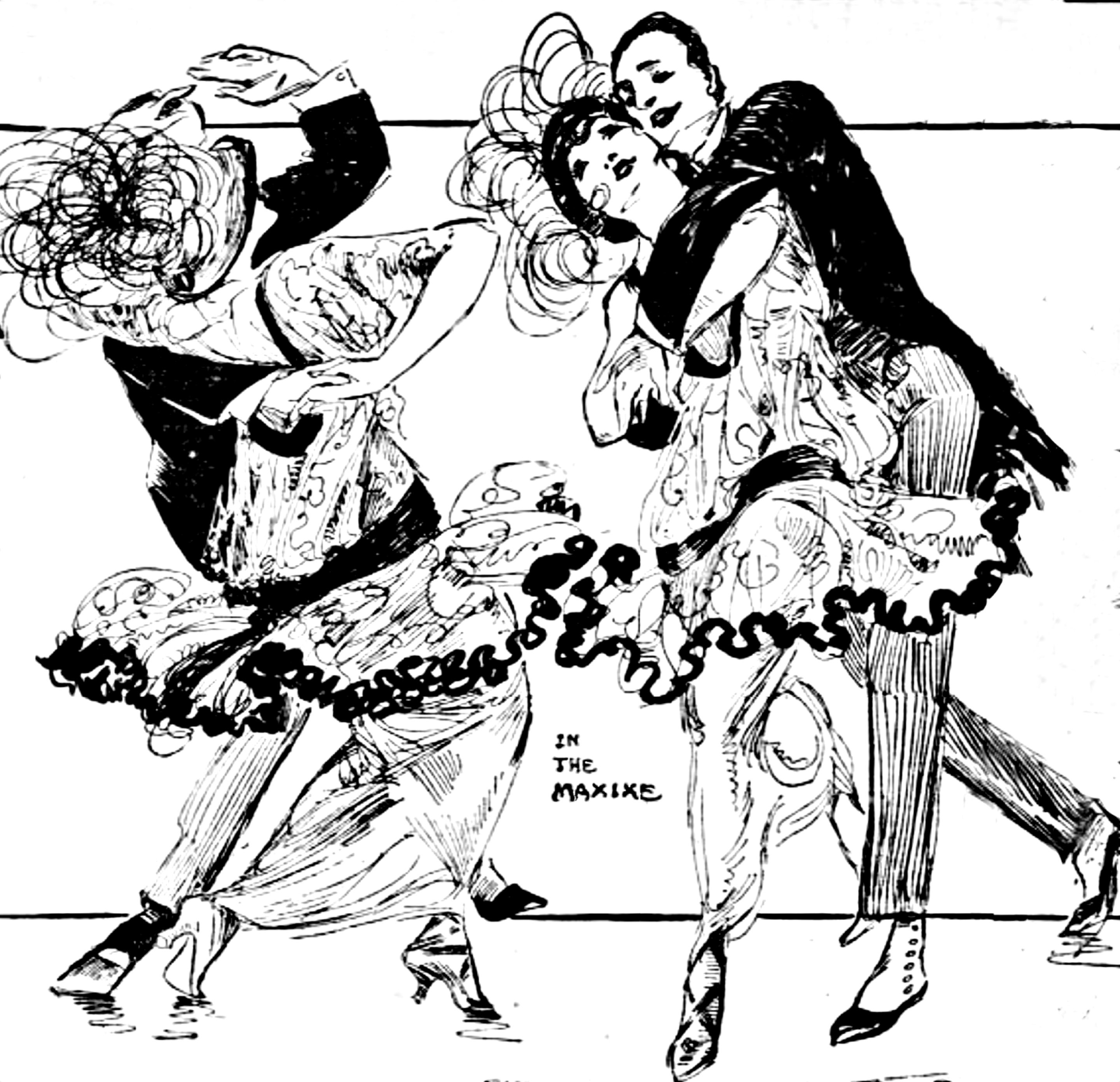
Dessin de Marguerite Martyn illustrant Vernon et Irene Castle en train de danser la matchiche en 1914.

Ce style est principalement basé sur le matchiche, avec des pas modifiés pour être dansés en ligne droite lors d'une présentation. Malgré son nom de samba, cette danse n'est pas toujours exécutée aux rythmes du genre de musique samba, et est aussi dansée au son du flamenco, du cha-cha-cha et de la salsa, entre autres.
Il est dansé au rythme de 
 ou 
 et s'accompagne d'un changement rapide de poids entre le deuxième temps et une pause au quatrième temps. Sa chorégraphie de base suit le rythme, en comptant « et un, temps, et un, temps » ou, en anglais, « a-slow, slow, a-slow, slow ».
Certains pas caractéristiques de la samba internationale sont les bota fogos, le corte jaca, les tours, les whisks et les cruzados.

## Samba internationale au Brésil
Bien qu'elle soit appelée samba et qu'elle trouve ses origines dans les danses brésiliennes, la samba internationale n'est pas identifiée comme une danse typiquement brésilienne et est peu connue au Brésil.